# Бен-10 (мультсериал, 2005)
«Бен 10» (англ. Ben 10), в 2016 был переименован как «Бен 10: Классика» (англ. Ben 10 Classic) — американский мультсериал, производится компанией Cartoon Network Studios и творческой группой «Man of Action» (в составе Дункан Руло, Джо Кэйси, Джо Келли и Стивен Ти Сигал). Первая серия была показана 27 декабря 2005 года на Cartoon Network как часть субботней утренней программы. Но официально в пятницу 13 января 2006 года, в тот день первая и вторая серии были показаны друг за другом. Главная песня сериала была написана Энди Стёрмером (англ. Andy Sturmer) и спета певицей Мокси.
Автор русской литературной версии (диалоги и имена персонажей) англ. Ben 10 Classic, а также режиссёр дубляжа на русский язык Татьяна Соболь (Хвостикова) с 2004 г. по 2016 г. по заказу Cartoon Network Studios.
«Бен 10» стал самым популярным и успешным мультфильмом, созданным Cartoon Network. «Бен 10» входит в топ-40 самых прибыльных франшиз всех времен. На момент 2021 года, Франшиза Бен 10 принесла 7,85 миллиардов долларов. Для многих «Бен 10» стал своего рода талисманом Cartoon Network.
Дубляж производился на студии Videofilm International (Israel).

## Сюжет
Десятилетний Бен Теннисон, его двоюродная сестра-ровесница Гвен и их загадочный дедушка Макс отправляются на школьные каникулы отдыхать в кемпинге на природе. Бен ожидает только скуку от такого времяпрепровождения, но в чаще леса в первую же ночь он случайно находит инопланетный прибор Омнитрикс, похожий на наручные часы, при помощи которого он может превращаться в одного из 10 супергероев космоса с различными уникальными способностями. Со временем количество супергероев в Омнитриксе будет увеличиваться.
Инопланетные часы Омнитрикс вобрали в себя ДНК от Азимуса, и Бен становится, несмотря на столь ранний возраст, защитником планеты Земля, сражаясь с преступниками и инопланетными захватчиками. Для него, Гвен и дедушки летние каникулы превращаются в большое приключение, полное опасностей, неожиданных поворотов и увлекательных событий.
Но вскоре Бену придётся столкнуться с сильным врагом Вилгаксом, который хочет с помощью этого таинственного прибора захватить всю Вселенную. Также Бен встретится с создателем часов — Азимусом, его кузина Гвен приобретёт магические способности, а дедушка Макс — Санитар Космоса в отставке, откроет ему свою строжайшую тайну, которую он скрывал до поры до времени. Втроём они путешествуют по миру и спасают Землю от нашествия различных инопланетных злодеев.

## Главные персонажи
- Бенджамин «Бен» Кирби Теннисон «Десять» (Бен-10) — главный герой мультсериала. Он ещё юный, нахальный, самоуверенный и несерьёзный, порой даже безответственный — часто отпускает шутки в самый разгар сражения, а также использует сверхсилы просто для забавы. Также он большой обжора — может съесть гору своей любимой еды: мороженого и пиццы[2]. И хотя его незрелость производит плохое впечатление на некоторых людей, Бен является добрым, благородным, отважным и верным, его действия мотивированы, прежде всего, сильным и искренним желанием помочь и спасти нуждающихся. Он не остановится ни перед чем, чтобы защитить свою семью и любого человека или пришельца в опасности, без раздумий рискуя собой, но не другими и уверен, что именно на нём лежит ответственность, когда Земле угрожает серьёзная опасность, хотя обычно он довольно безалаберный. При необходимости Бен проявляет смекалку, проницательность, хитрость, которые не раз выручали его из опасных ситуаций, особенно когда невозможно активировать Омнитрикс и превратиться в одного из супер-героев. Постепенно Бен всё же становится более ответственным и рассудительным, хотя за постоянным ребячеством это трудно заметить. В будущем у Бена собственный штаб и он будет иметь прозвище «Многоликий Бен», у него родится сын Кен «Кенни» Десять (Кен 10), как две капли воды похожий на десятилетнего Бена. В будущем он уже не «Бен 10», а «Бен 10000», поскольку у него в Омнитриксе 10000 супергероев.
- Гвендолин «Гвен» Теннисон — двоюродная сестра Бена, постоянно подкалывающая брата, но при этом она — положительная героиня, достойная подражания. Гвен отличница, владеет карате, язвительная и нередко любит позанудствовать. Хотя в начале сериала Бен и Гвен терпеть не могут друг друга, перед лицом опасности они объединяются и вместе противостоят трудностям. Постепенно они начинают ценить и дорожить друг другом, также можно заметить, как они выражали друг другу любовь и уважение. Но все же они стесняются это показать и продолжают склоки. Через некоторое время, найдя книгу Заклинаний Колдуньи, Гвен научилась использовать магические заклинания, тем самым защищая Бена и дедушку Макса от врагов.
- Максвелл 'Макс' Теннисон — дедушка Бена и Гвен по отцовской линии. Несмотря на свой возраст (59-60 лет), Макс не раз демонстрировал, что всё ещё крепкий и грозный боец для любого противника, а главное — умный и опытный стратег, также отлично управляется с техникой, которой и напичкал свой трейлер. Когда-то был членом Санитаров Космоса — межгалактической организации правопорядка, но в силу своего возраста находится в отставке. Впоследствии Бен и Гвен узнают, что Макс и Вилгакс хорошо друг друга знают, так как являются давнишними врагами.
- Кевин Итан Левин (Кевин-11) — хулиган, обладающий способностью поглощать энергию. Познакомился с Беном в зале игровых автоматов, где Бен помог Кевину отбиться от банды хулиганов. После этого мальчишки подружились. Но после того как Кевин попытался ограбить поезд, их пути разошлись. Кевин при этом сумел поглотить часть энергии часов Омнитрикс, благодаря чему некоторое время мог превращаться в супергероев Бена. Но очень скоро его способности выходят из-под контроля и Кевин пытается забрать всю энергию Омнитрикса. Но у него ничего не выходит и он превращается в уродливого монстра — неудачную смесь 10 супергероев Бена. Позже он смог выработать в себе способность превращаться обратно в человека, а в серии Кен 10 изменил своё тело, модифицировав ДНК супергероев, и научился копировать их суперсилу. Впоследствии Бен заключил его в Нулевое Пространство.
- Вилгакс — главный враг Бена, самый могущественный инопланетянин расы Химера Сай Дженерис, руководящий целой армией. Вилгакс желает извлечь гены супергероев из Омнитрикса, чтобы пополнить ими свою армию и поработить всю Галактику. После аварии в первой серии изменил своё тело, сделав себя почти непобедимым. Он обладает очень высокой физической силой. Знает очень многие тайны Омнитрикса и супергероев. Однажды Бену удаётся его уничтожить, и тогда охоту на Бена продолжили сторонники Вилгакса.
- Азимус — галванец, создатель «Омнитрикса» и умнейший в 5 галактиках.

## Супергерои
- Человек-Огонь (англ. Heatblast) — самый первый супергерой, в которого превратился Бен. Гуманоидное существо, объятое пламенем. Способен в свободной форме управлять огнем, а также летать с его помощью. Принадлежит к расе Пиронит с планеты Пирос.
- Жук (англ. Stinkfly) — крупный крылатый пришелец, отдаленно напоминающий насекомое. Обладает четырьмя глазами, из которых стреляет слизью. Способен переносить большие грузы. Представитель расы Лепидоптеранов с планеты Лепидоптерия.
- Алмаз (англ. Diamondhead) — человекоподобный голем, состоящий из твердого органического кристалла. Этот кристалл является также его оружием, позволяя преобразовывать руки в острые клинки или стрелять из них множеством маленьких осколков. Представитель расы Петросапианцев с планеты Петропия.
- Реактивный (позже — Молния) (англ. XLR-8) — супергерой, похожий на троодона. Обладает способностью передвигаться с невероятной скоростью благодаря шариковым роликам на ногах. При беге закрывает свое лицо маской. Представитель Расы Киноцелориан с Планеты Кинет.
- Челюсти (англ. Ripjaws) — человекоподобная инопланетная рыба. Способен плавать и дышать под водой, но, как и земные рыбы, начинает задыхаться на воздухе. Является экземпляром инопланетной расы Пайксис Волан с планеты Пайксис
- Четырёхрукий Силач (англ. Fourarms) — очень крупный краснокожий гуманоид с четырьмя руками. Обладает огромной физической силой, является одним из любимых супергероев Бена. Представитель расы Тетрамандов с планеты Хорос.
- Гуманоид (англ. Grey Matter) — маленький, но очень умный пришелец. Обладает информацией почти обо всём во Вселенной, а также умеет чинить и собирать электрические приборы, используя подручный хлам. Представитель расы Галванцев с планеты Галван Прайм.
- Плазма (англ. Upgrade) — густая нанотехнологическая субстанция, способная менять свою форму в различную технику, а также внедряться в любые электрические системы и как разрушать, так и усиливать их. Принадлежит к расе, известной как Мехаморфы с планеты Галван.
- Призрак (англ. Ghostfreak) — жутковатый пришелец, похожий на одноглазое привидение. Способен становиться бесплотным и невидимым, летать и ходить сквозь поверхности. Под оболочкой скрывает довольно пугающего вида сущность с длинными когтями, щупальцами и перевернутой головой. Как выяснилось в дальнейшем, Призрак сохранял свое сознание, даже находясь в Омнитриксе. Представитель расы Эктонуритов с планеты Анур Фаетос.
- Космический Пёс (англ. Wildmutt) — агрессивный безглазый зверь, гибрид собаки, гориллы и тигра. Единственный супергерой, в облике которого Бен не может разговаривать и вынужден только выть и рычать. Не обладая глазами, использует инфракрасное зрение через жабры на шее. Представитель расы Вульпиманзер.
- Пушечное Ядро (англ. Cannonbolt) — крупный и неуклюжий пришелец, покрытый броней. Обладает способностью сворачиваться колесом и в таком виде кататься с огромной скоростью и отскакивать от врагов и поверхностей. Экземпляр расы Эрбурианских Пеларотов.
- Двойник (англ. Ditto) — супергерой, похожий на небольшого робота-андроида. Обладает способностью клонировать себя неограниченное количество раз, однако клоны разделяют все ощущения между друг другом (в том числе и болевые), а также при гибели одного гибнут все вместе. При этом, если хоть один клон будет находиться далеко от остальных, это будет препятствовать превращению обратно в человека. Представитель расы Спликсонов с планеты Хотор
- Лоза (англ. Wildvine) — живое гуманоидное растение. Использует лозы, растущие вместо рук и ног, в качестве оружия, лассо, веревок и по другим назначениям. Также использует в качестве оружия семена, способные быстро разрастаться и выпускать усыпляющий газ. Наделен способностью к регенерации. Представитель расы Флораун с планеты Флорс Верданс.
- Глазастый (Многоглаз) (англ. Eyeguy) — существо, по всему телу которого расположены глаза. У него нет глаз только на голове; на месте, где у людей глаза, у него расположены уши. Обладает идеальным зрением во все стороны и умеет стрелять из глаз энергетическими лучами. Представитель расы Оптикоид с планеты Сайтра.
- Супер Большой — Великан (англ. Waybig) — один из самых сильных и опасных пришельцев в Омнитриксе. Неземной титан высотой в несколько сотен метров. Обладает невероятной силой и стойкостью. Его броска хватило, чтобы на долгие годы выбросить Вилгакса в открытый космос. Представитель расы То’кустар.
- Блевака (англ. Upchuck) — неуклюжий пришелец, отдаленно похожий на желейного медвежонка. Имеет неутолимый голод, может сожрать все, что угодно (в том числе и выпущенные в него врагами снаряды) и выплюнуть обратно в виде переваренной плазмы. Представитель расы Гурманов (подрасы: зелёный и оливковый) с планет Пептос XI и Пептос XII
- Мумия (англ. The Mummy) — инопланетный монстр, состоящий из тканевых полосок и похожий на египетскую мумию. Использует тканевые полосы в качестве оружия. Также умеет телепортироваться, поглощать жизненные силы и манипулировать энергией. Не нуждается в кислороде. Представитель расы Теп Кнуфанов с планеты Анур Кнуфос.
- Бенвиктор (англ. Benvictor), позже — Франкенстрайк (англ. Frankenstrike) — существо, похожее на чудовище Франкенштейна. Имеет вшитые в спину электрические катушки, позволяющие ему управлять электричеством и другими видами энергии. Не нуждается в кислороде. Представитель расы Трансилианцев с планеты Анур Трансил.
- Бенволк (англ. Benwolf), позже — Блитцвольфер (англ. Blitzwolfer) — крупный человекоподобный волк. Несмотря на свои размеры, очень быстрый и ловкий супергерой. Его морда способна разделяться на четыре части, открывая рот и позволяя выпускать звуковые волны. Представитель расы Лобоан с планеты Луна Лобо.